# Rezydencja rycerska typu motte
Rezydencja rycerska typu motte (także gródek stożkowaty, fr. motte, wraz z podgrodziem ang. motte-and-bailey, patrz niżej) – rodzaj obiektu mieszkalnego o cechach obronnych, forma przejściowa pomiędzy grodem, wieżą rycerską, dworem obronnym a zamkiem. Składała się z otaczającego budowle wewnętrzne wału oraz drewnianych lub kamiennych fortyfikacji.

## Tło historyczne
Obiekty tego typu budowane były w Europie od IX do XIV wieku. W X–XI w. pojawiły się w Szwajcarii, w XI wieku we Francji, Wielkiej Brytanii, Irlandii, Holandii, Niemczech. Na wschód od Odry zaczęły pojawiać się w końcu XII wieku, zaś największe natężenie budowy takich obiektów na terenie Polski, Czech i Austrii przypadło na wiek XIII. W Polsce założenia w postaci kopców występują najczęściej na terenie Śląska (np. Mikołów, Stare Tarnowice), Zagłębia Dąbrowskiego (Sosnowiec Zagórze) i Małopolski, jak również i na obszarze Polski centralnej i zachodniej.
W średniowieczu w większości obiekty tego typu budowali średniozamożni feudałowie, których nie było stać na wzniesienie zamków, ale na Dolnym Śląsku około 10% takich obiektów wznieśli także książęta. W okresie nowożytnym na terenach ziem polskich pełniły one funkcje siedzib szlacheckich – forma gródka stożkowatego obecna była do XVIII wieku, jednak w czasach nowożytnych wieżę często zastępował budynek dworski, który otaczała zabudowa gospodarska. 

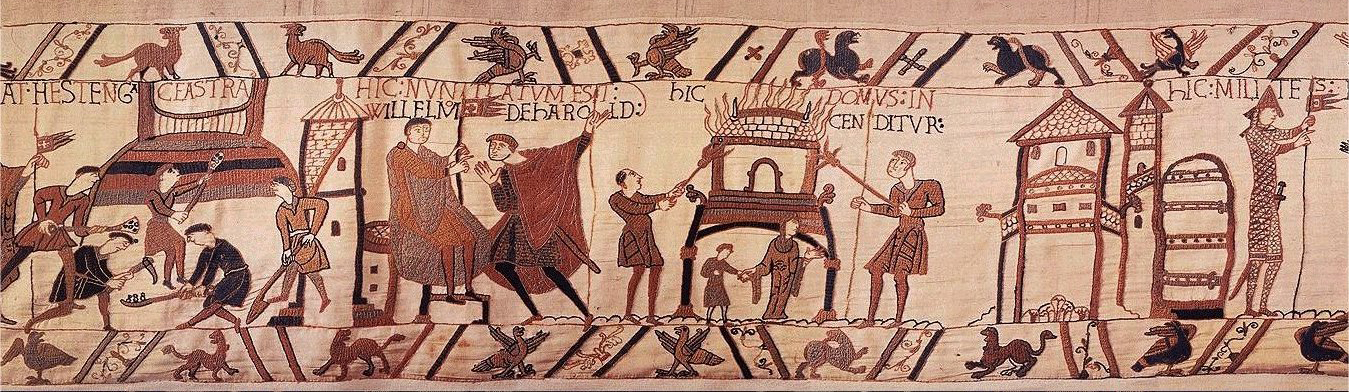
Wznoszenie motte zamieszczone na tkaninie z Bayeux (scena z lewej strony).

## Konstrukcja
Określenie gródek stożkowaty pochodzi od formy założenia w postaci nasypu ziemnego o kształcie ściętego stożka, wysokiego na ok. 3–5 metrów, o średnicy u podstawy do ok. 30 metrów, a przy wierzchołku ok. 10–15 metrów. Znane są większe założenia tego typu: 60 metrów średnicy u podstawy do 20 metrów na szczycie przy wysokości 10 metrów. Grody stożkowate zazwyczaj były otoczone rowem, który powstawał podczas wybierania ziemi, z której usypano stożek; niekiedy także wałem. Stoki wzniesienia mogły być oblepione gliną. Na szczycie umiejscowiona była drewniana lub kamienna wieża mieszkalno–obronna (w stosunku do założeń murowanych używa się zwykle określenia wieża rycerska lub stołp). Plateau otoczone było palisadą. Do kopca przylegał często rodzaj podgrodzia, niekiedy otoczonego palisadą, nad którym górowała wieża.
Zaletą tego typu obiektów oprócz cech obronnych była łatwość wznoszenia – znany jest przypadek, gdy Wilhelm Zdobywca wzniósł taki obiekt w Pevensey w ciągu 8 dni. Najstarsze przedstawienie ikonograficzne takiego założenia znajduje się na tkaninie z Bayeux, przez co motte kojarzone są z normandzką ekspansją w Anglii.

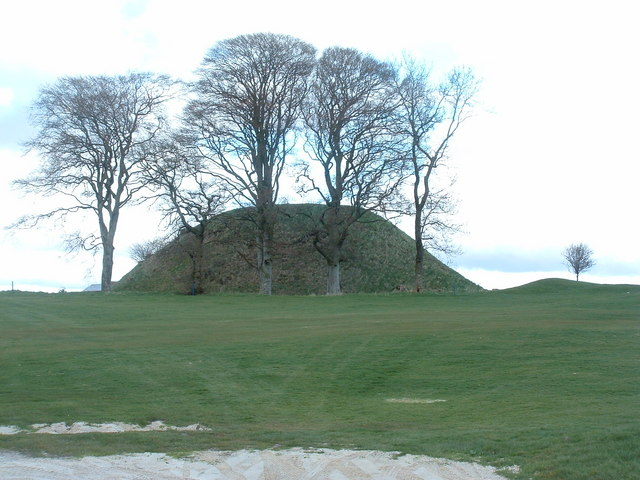
Gród stożkowaty w Biggar w Wielkiej Brytanii
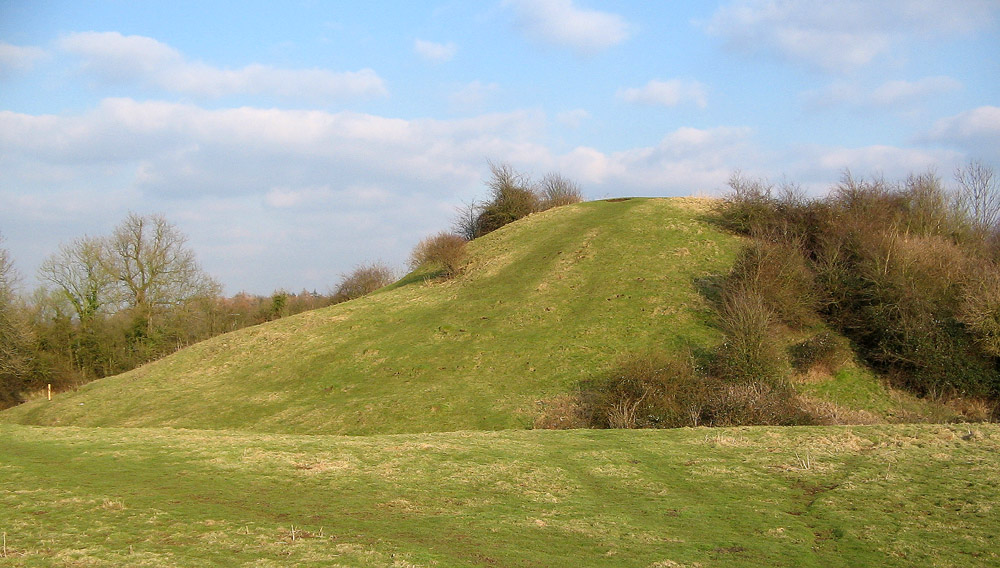
Gród stożkowaty w Brinklow w Wielkiej Brytanii
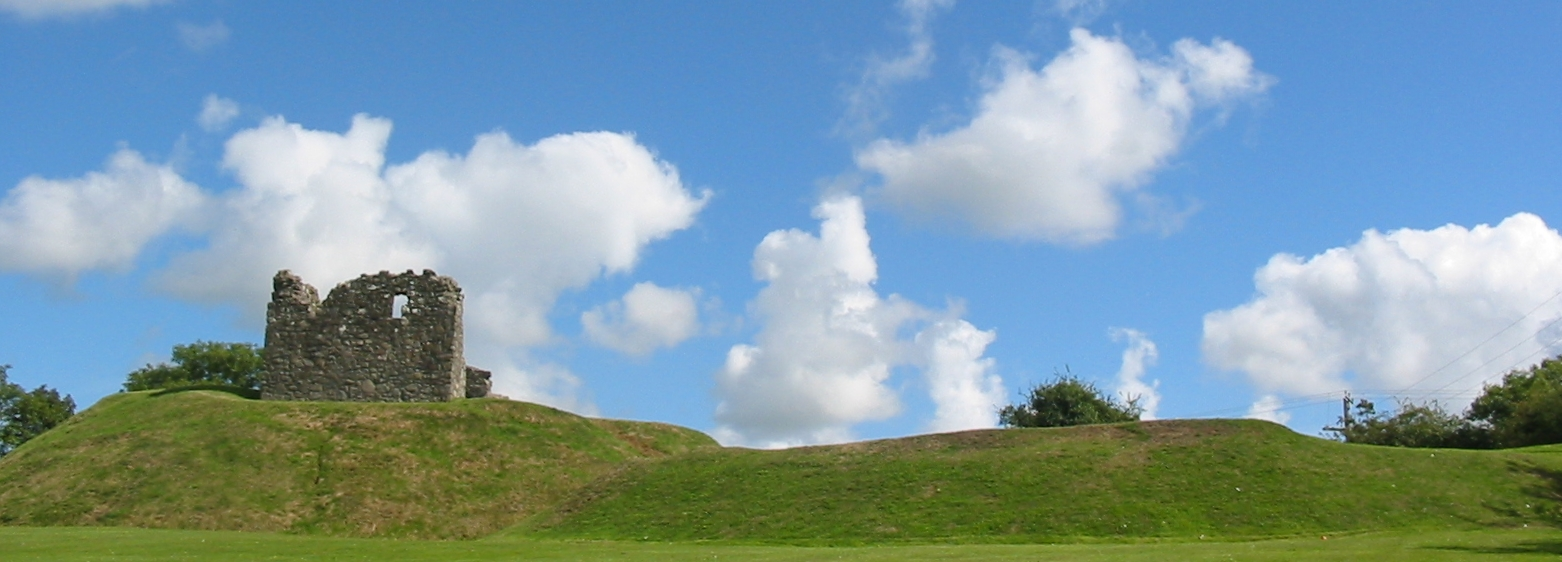
Zamek Clough w Wielkiej Brytanii: gródek stożkowaty z późniejszym donżonem kamiennym
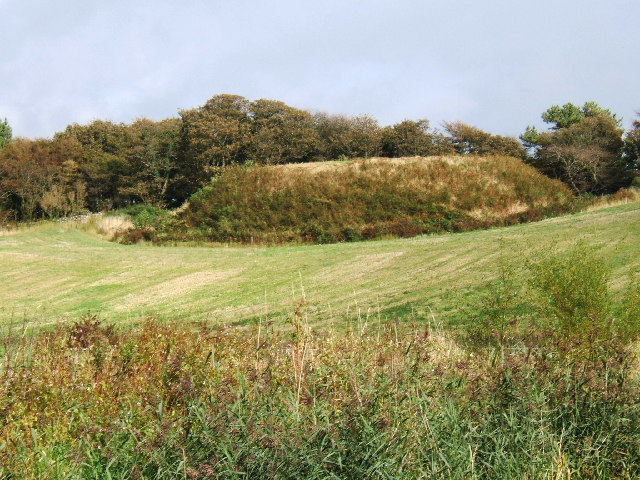
Gród stożkowaty w Stranraer w Wielkiej Brytanii
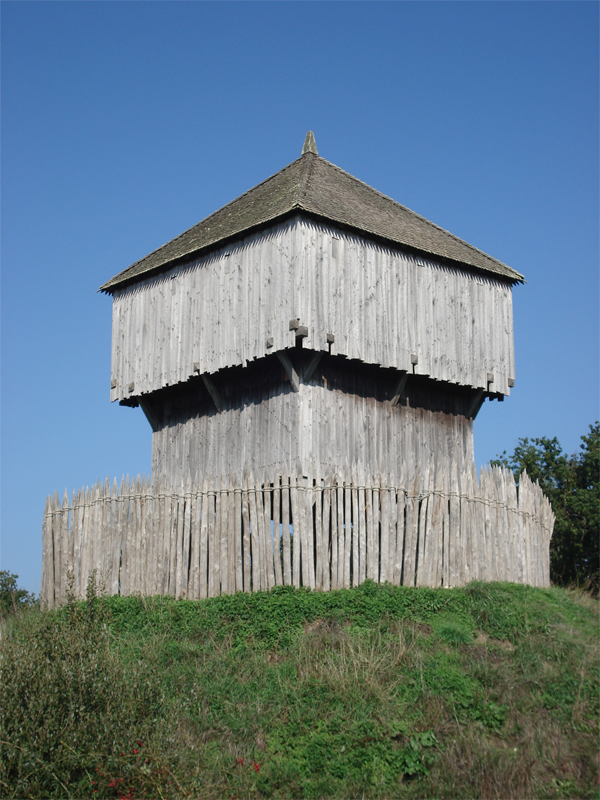
Rekonstrukcja drewnianej wieży gródka stożkowatego
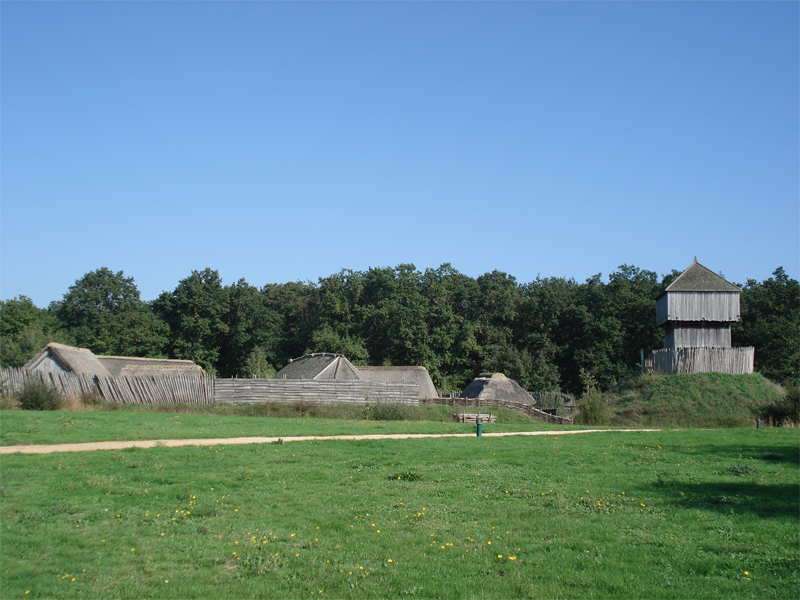
Rekonstrukcja gródka stożkowatego z podgrodziem
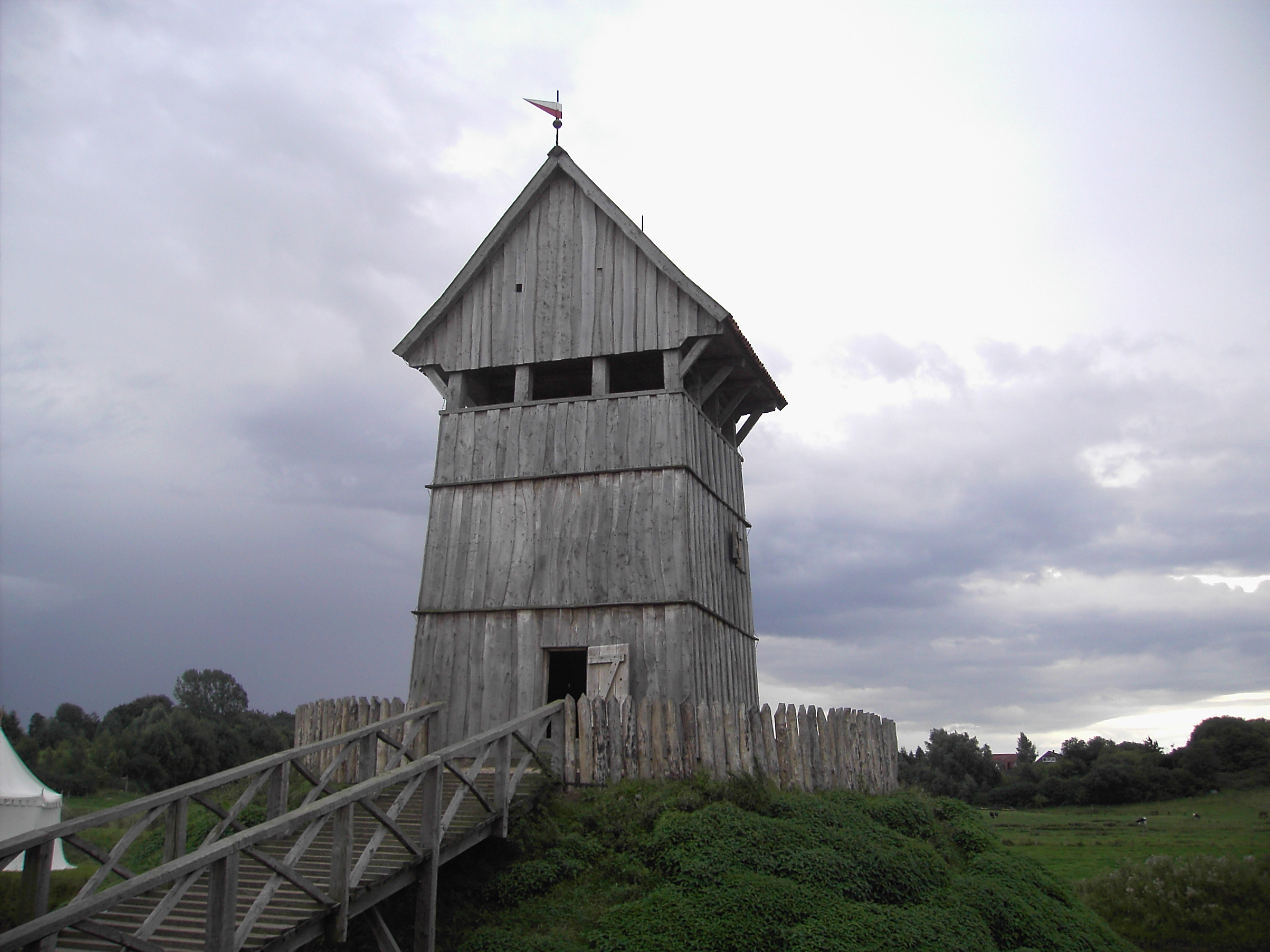
Rekonstrukcja motte w Lütjenburgu
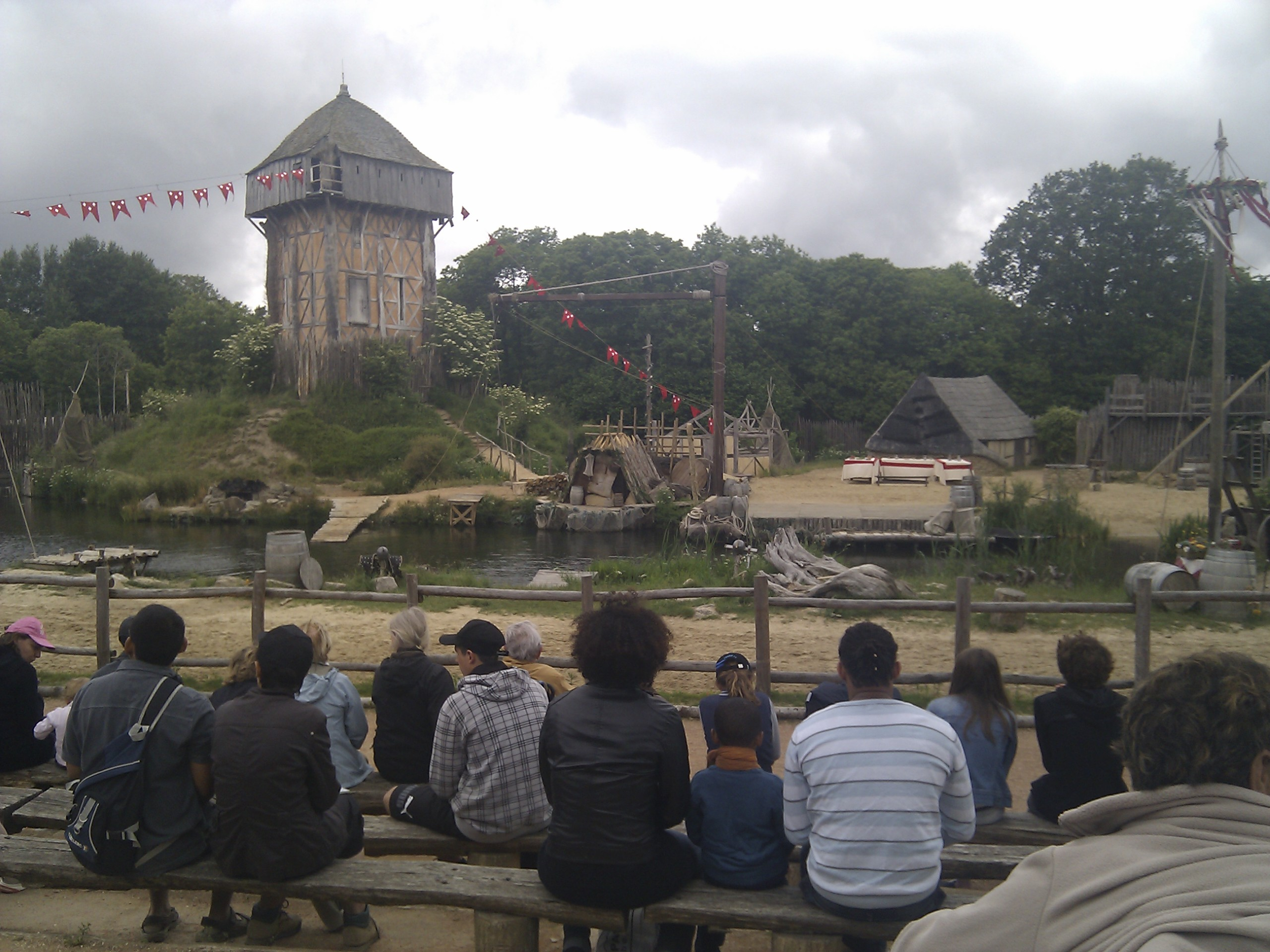
Le Puy du Fou
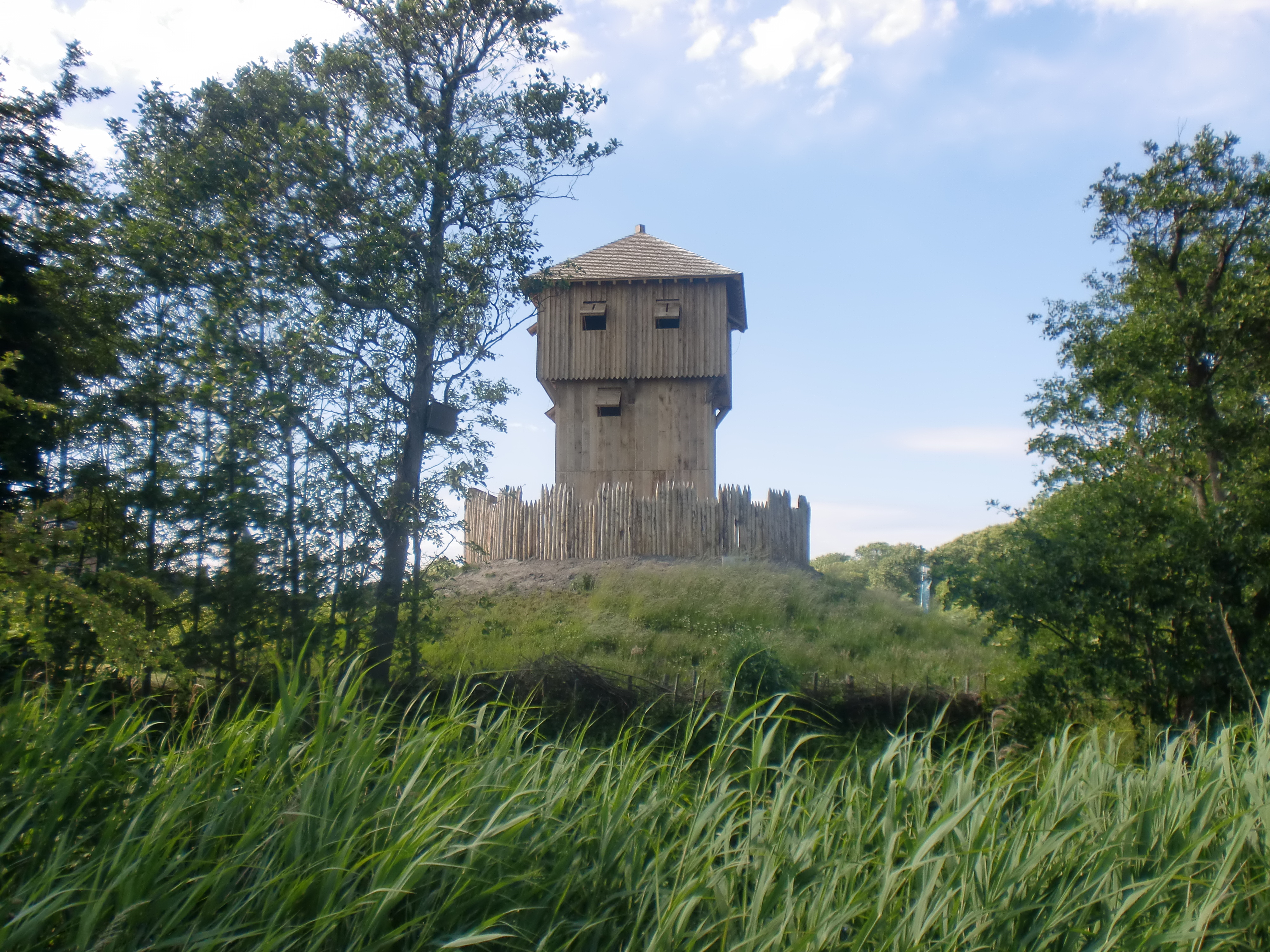
Westhove, Oostkapelle
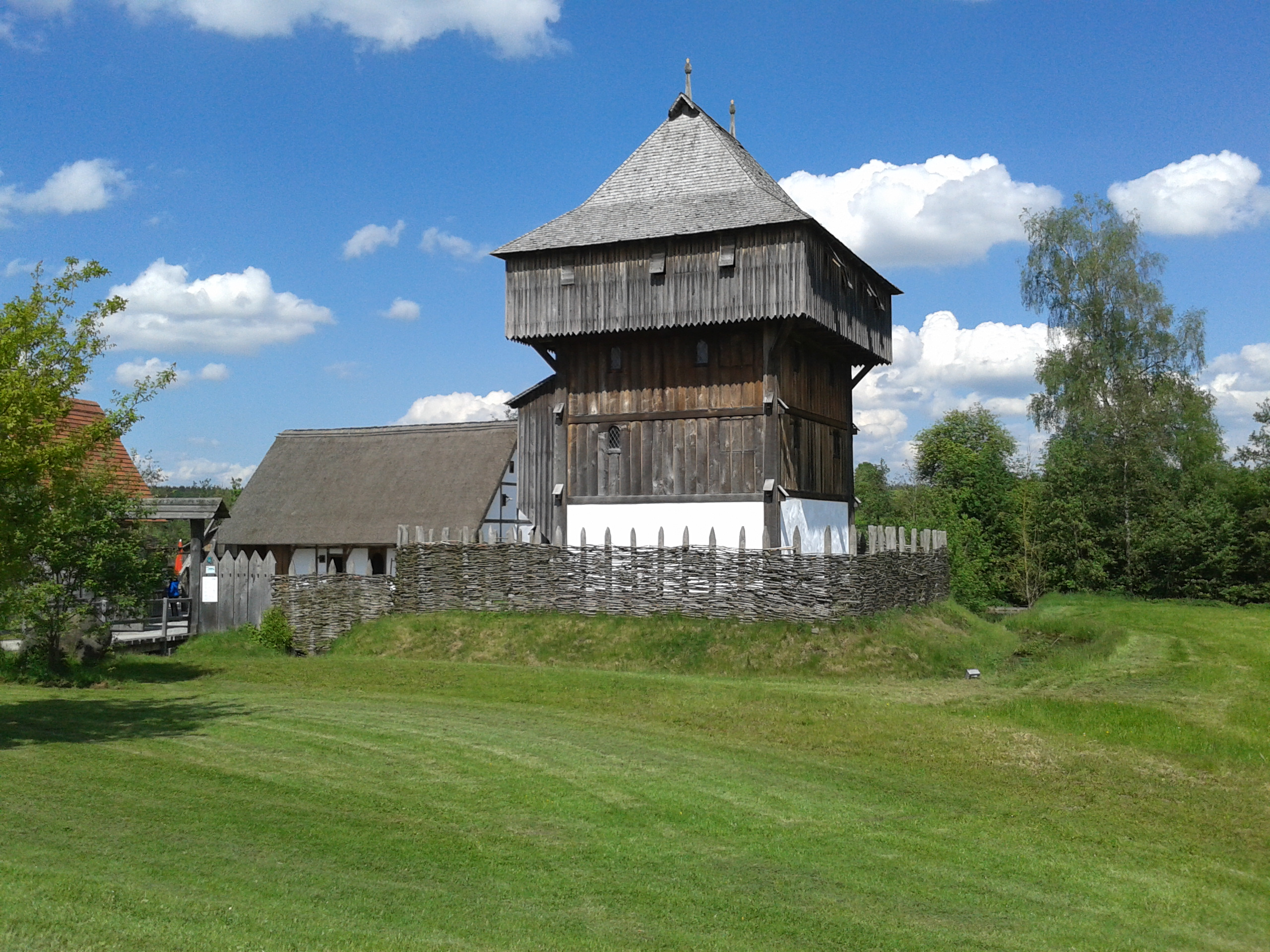
Bachritterburg Kanzach
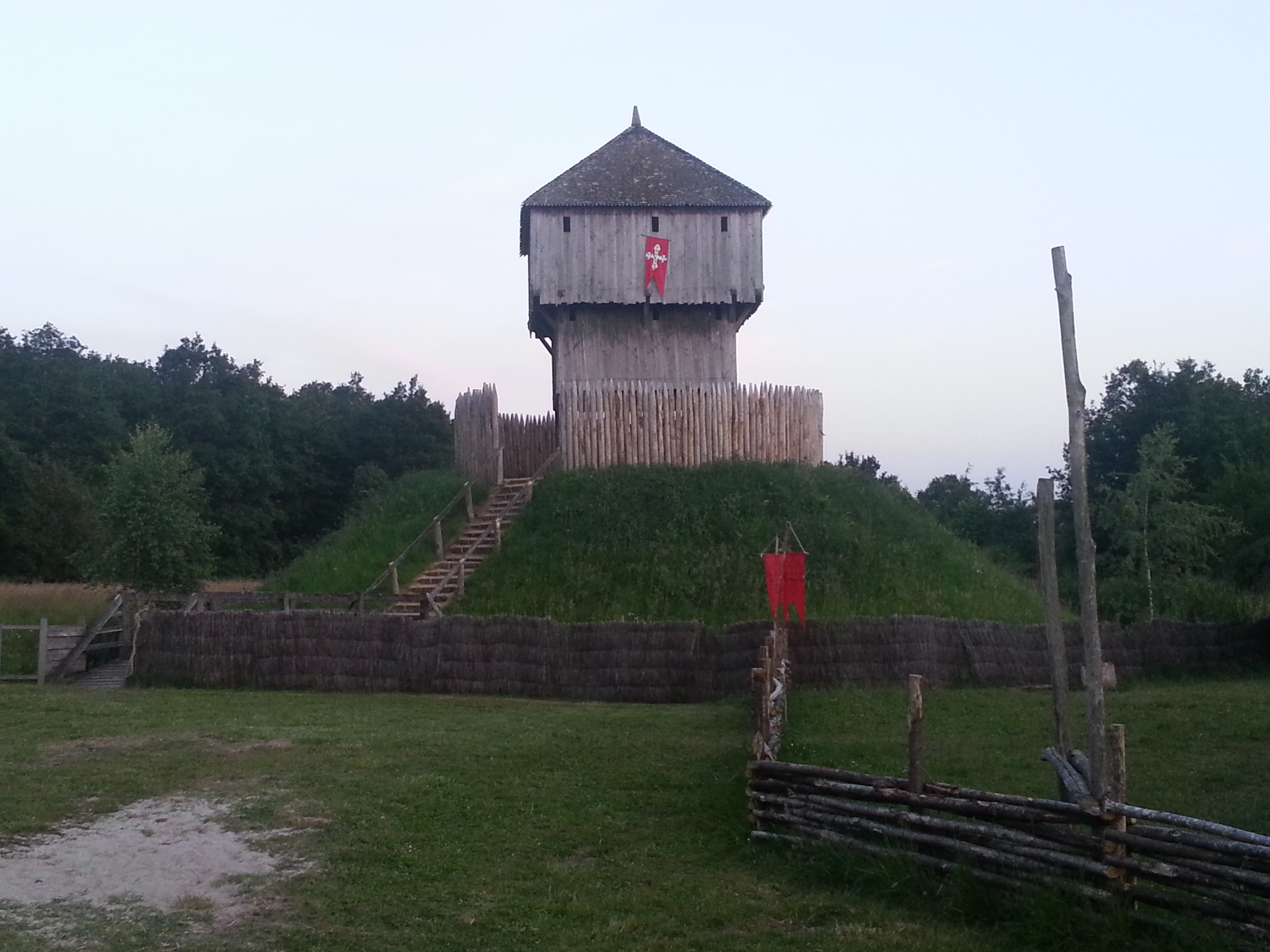
Saint-Sylvain-d'Anjou
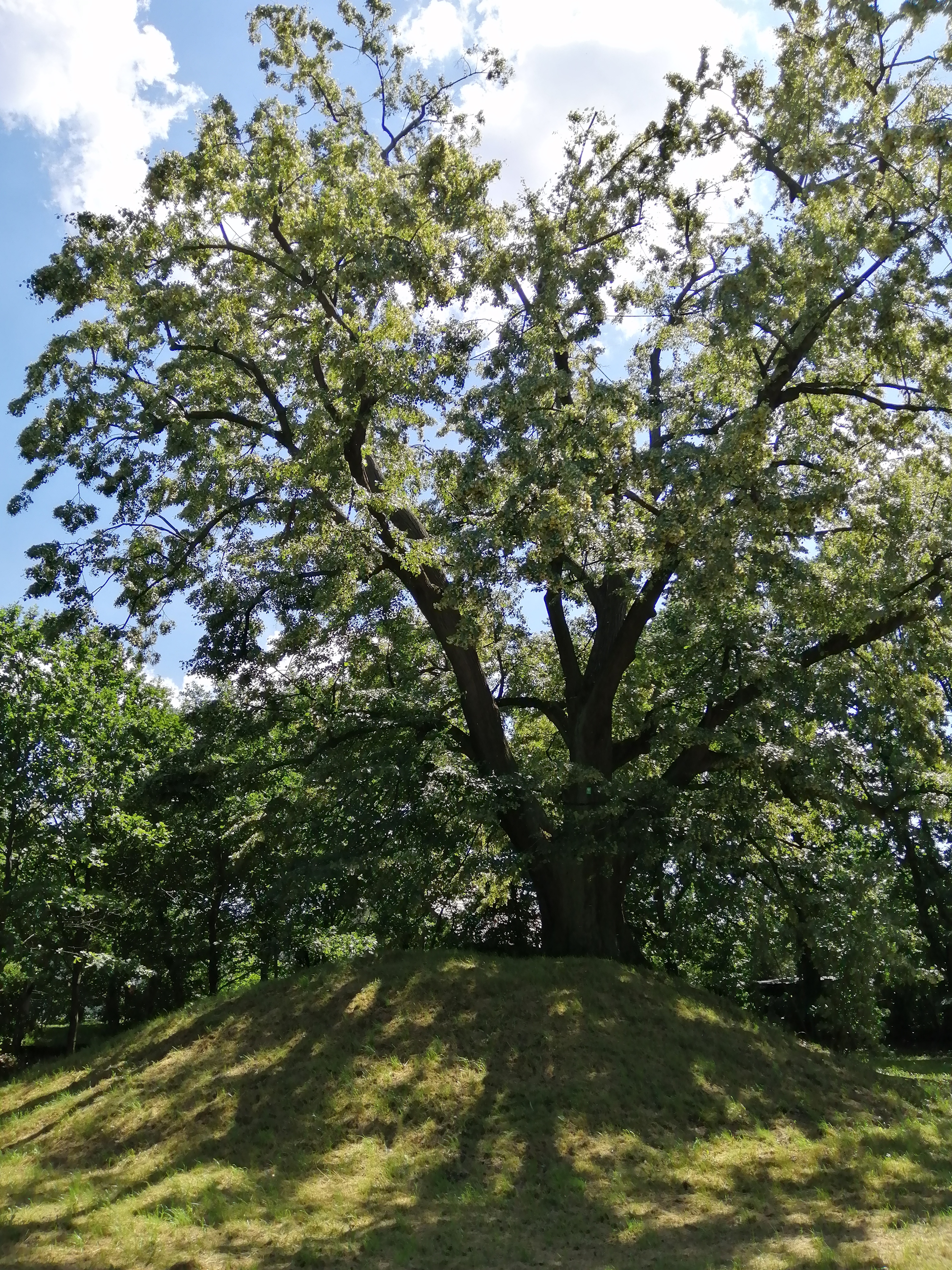
Stare Tarnowice, Polska
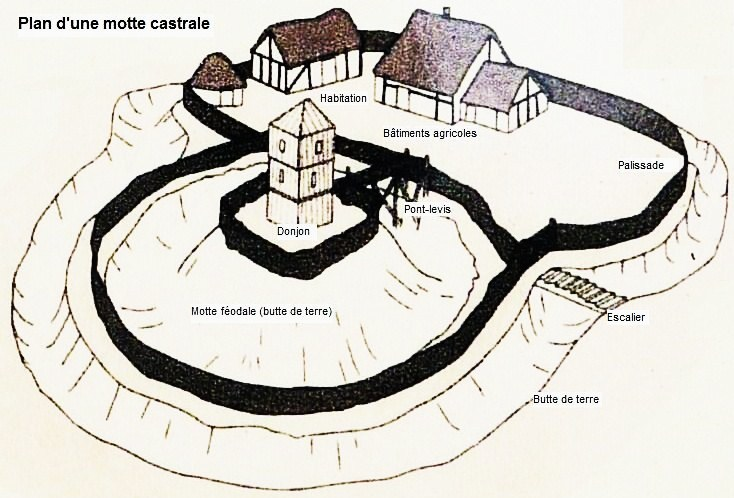
Plan typowego założenia motte
- Wideo z lotu ptaka „Tomen y Rhodwydd” z Walii (2022)

## Występowanie w Polsce (wybrane przykłady)

### Województwo kujawsko-pomorskie
- Ryńsk – gródek z XIV wieku rycerza Mikołaja z Ryńska
- Wieża mieszkalno-obronna w Plemiętach

### Województwo lubuskie
- Tarnów Jezierny - gródek z 2. poł. XIII wieku
- Stara Kopernia, gm. Żagań - gródek z XIV wieku
- Nowy Zagór, gm. Dąbie - gródek z XV-XVII wieku
- Niesulice, gm. Skąpe - gródek z XIII wieku

### Województwo dolnośląskie
- Bełcz Mały, gm. Wąsocz
- Bielany Wrocławskie - gródek z XIV wieku
- Błotnica
- Boleścin
- Borowa, gm. Długołęka
- Bukowinka, gm. Twardogóra
- Siedmica, gm. Paszowice

### Województwo łódzkie
- Konstantynów Łódzki
- Majkowice
- Spycimierz
- Stara Rawa

### Województwo mazowieckie
- Gniazdków (Lucimia) – gródek rycerski z przełomu XIII/XIV w.
- Kowala-Stępocina – gródek rycerski z XIII–XV wieku

### Województwo opolskie
- Bąków, gm. Kluczbork
- Bednary, gm. Otmuchów
- Biała, pow. prudnicki
- Błota, gm. Lubsza
- Kobiela, gm. Grodków

### Województwo śląskie
- Powiat gliwicki: Chechło, Ciochowice, Rudno, Żernica, Widów, Pniów i Kozłów[3]
- Kochłowickie (grodzisko) w Rudzie Śląskiej
- Bieruń Stary - gródek z XVI wieku
- Tarnowskie Góry-Stare Tarnowice – gródek stożkowaty z XIV-XV wieku
- Mikołów - gródek z 1. poł. XIII wieku
- Wodzisław Śląski - gródek z XIV-XV wieku
- Zagórze (Sosnowiec) – powstał być może po 1228 roku, gdy okoliczne tereny otrzymał Klemens z Ruszczy. W 2 poł. XIV wieku właścicielami wsi i gródka byli bracia Mikołaj i Czader także z rodu Gryfitów.
- Zabrze-Rokitnica – gródek stożkowaty z XIII–XV wieku
- Zabrze-Mikulczyce – gródek stożkowaty z XIII–XV wieku

### Województwo świętokrzyskie
- Włoszczowa – Kopiec św. Jana Nepomucena

### Województwo wielkopolskie
- Gmina Skoki – Glinno, Pomarzanki oraz Potrzanowo[4]
- Nowe Miasto nad Wartą[5]
- Wilkowice[6]